# Leïla Sfez
Leila Sfez (in arabo ليلى سفاز‎?; Tunisi, 1874 – 1944) è stata una cantante e compositrice tunisina.
Specializzata nel café-concert, si è affermò a Tunisi negli anni 1920 riprendendo dapprima tutte le canzoni classiche e poi creando melodie proprie.

## Biografia
Nacque a Tunisi da una famiglia ebrea. Era zia di Habiba Msika, a cui trasmise l'educazione musicale, avviandola al pianoforte e introducendola ai circoli intellettuali e artistici tunisini dell'epoca.
Leïla Sfez raggiunse la notorietà contribuendo al rilancio della musica tunisina. Gestì anche una sala per spettacoli a Bab Souika.